# La batalla del puente de Vrbanja
La batalla del puente de Vrbanja fue un enfrentamiento armado que tuvo lugar el 27 de mayo de 1995, entre el personal de mantenimiento de la paz de las Naciones Unidas (ONU) del ejército francés y elementos del Ejército Serbio de Bosnia de la República Srpska (VRS). Los combates tuvieron lugar en el cruce del puente Vrbanja del río Miljacka en Sarajevo, Bosnia y Herzegovina, durante la Guerra de Bosnia. El VRS se apoderó de los puestos de observación de la Fuerza de Protección de las Naciones Unidas (UNPROFOR) tripulados por Francia en ambos extremos del puente, tomando como rehenes a doce miembros del personal de mantenimiento de la paz francés. Diez fueron llevados, pero dos fueron mantenidos en el puente como escudos humanos.
Un pelotón de 30 miembros del personal de mantenimiento de la paz franceses dirigido por el entonces capitán François Lecointre recapturó el puente con el apoyo de 70 soldados de infantería franceses y fuego directo desde vehículos blindados. Durante el asalto francés, elementos del Ejército de la República de Bosnia y Herzegovina (ARBiH) abrieron fuego contra los puestos de observación controlados por el VRS por iniciativa propia, hiriendo accidentalmente a un rehén francés. Dos soldados franceses murieron durante la batalla, mientras que otros 17 resultaron heridos. Las bajas del VRS fueron cuatro muertos, varios heridos y cuatro capturados. Después de la batalla, se observó que las fuerzas del VRS tenían menos probabilidades de enfrentarse al personal francés de mantenimiento de la paz de la ONU desplegado en la ciudad. En 2017, Lecointre, ahora general del ejército, fue nombrado Jefe del Estado Mayor de Defensa francés.

## Antecedentes
El puente Vrbanja estaba ubicado en tierra de nadie entre el ejército sitiado de la República de Bosnia y Herzegovina (Armija Republike Bosne i Hercegovine, ARBiH) y el Ejército de la República Srpska circundante (Vojska Republike Srpske, VRS) durante el asedio 1992-1996 de Sarajevo en Bosnia y Herzegovina. Estaba rodeado de edificios altos, lo que lo convirtió en blanco de fuego de francotiradores desde el comienzo de la Guerra de Bosnia. El 5 de abril de 1992, la policía nacionalista armada serbia de Bosnia disparó a los manifestantes contra el puente. Dos mujeres, Suada Dilberović y Olga Sučić, murieron como resultado, y son consideradas por muchos como las primeras víctimas de la guerra.
En marzo de 1995, mientras la Organización del Tratado del Atlántico Norte (OTAN) estaba planeando una nueva estrategia en apoyo de las operaciones de mantenimiento de la paz de las Naciones Unidas (ONU) en Bosnia y Herzegovina, un alto el fuego negociado por el expresidente de los Estados Unidos Jimmy Carter entre la ARBiH y el VRS expiró y se reanudaron los combates. A medida que la lucha se amplió gradualmente, la ARBiH lanzó una ofensiva a gran escala alrededor de Sarajevo. En respuesta, el VRS incautó armas pesadas de un depósito vigilado por la ONU y comenzó a bombardear objetivos alrededor de la ciudad, lo que llevó al Comandante del Comando de Bosnia y Herzegovina, el Teniente General británico Rupert Smith, a solicitar ataques aéreos de la OTAN contra el VRS. La OTAN respondió los días 25 y 26 de mayo de 1995 bombardeando un vertedero de municiones del VRS en la capital serbia de Bosnia, Pale. La misión fue llevada a cabo por los F-16 de la Fuerza Aérea de los Estados Unidos y  EF-18A de la Fuerza Aérea Española armados con bombas guiadas por láser. El VRS tomó entonces a 377 rehenes de la Fuerza de Protección de las Naciones Unidas (UNPROFOR) y los utilizó como escudos humanos para una variedad de posibles objetivos de ataque aéreo de la OTAN en Bosnia y Herzegovina, lo que obligó a la OTAN a poner fin a las operaciones aéreas contra el VRS.[De los rehenes de la ONU tomados por los serbios de Bosnia, 92 eran franceses.

## Batalla

### Ataque VRS
El 27 de mayo de 1995, a las 04:30, soldados del VRS que se hacían pasar por tropas francesas capturaron los puestos de observación de la ONU en ambos extremos del puente Vrbanja sin disparar. Llevaban uniformes franceses, chalecos antibalas, cascos y armas personales y conducían un vehículo blindado de transporte de tropas francés (APC), todos capturados a las tropas de la ONU detenidas fuera de la ciudad. Los serbios desarman a los doce efectivos de mantenimiento de la paz franceses en el puente a punta de pistola. Diez fueron traslados y dos rehenes permanecieron en el puente como escudos humanos. Según el coronel Erik Sandahl, comandante del 4.o Batallón Francés (FREBAT4) que en ese momento era proporcionado por el 3.er Regimiento de Infantería de Marina, "cuando los serbios tomaron a nuestros soldados bajo su control por amenaza, por trucos sucios, comenzaron a actuar como terroristas, no se puede apoyar esto. Debes reaccionar. Llega el momento en que tienes que detenerlo. Punto final. Y lo hicimos"

### Reacción francesa
La primera prueba que recibieron las tropas francesas de la ONU de que algo andaba mal en el puente Vrbanja fue el silencio de radio del puesto francés. Alrededor de las 05:20, el comandante de la compañía, el capitán François Lecointre, incapaz de hacer contacto por radio con los puestos, condujo hasta el puente para averiguar lo que estaba sucediendo. Fue recibido por un centinela serbio con uniforme francés que intentó hacerlo prisionero. Lecointre se dio la vuelta rápidamente y condujo hasta el estadio Skenderija, la sede del FREBAT4. Cuando la noticia de la toma del puente llegó al recién elegido presidente francés, Jacques Chirac, eludió la cadena de mando de la ONU y ordenó un asalto para retomar el puente a los serbios de Bosnia. 
El mando francés en Bosnia-Herzegovina respondió enviando un pelotón de 30 soldados FREBAT4 del 3.er Regimiento de Infantería de Marina para volver a capturar el extremo norte del puente, respaldado por otros 70 coches blindados de infantería francesa, seis coches blindados ERC 90 Sagaie y varios VAB APC. La fuerza de asalto estaba dirigida por Lecointre, que se acercó al borde norte del puente siguiendo la ruta habitual de los convoyes de la ONU. Catorce soldados del VRS estaban en el puesto en el momento del asalto. Con bayonetas fijas,los infantes de marina franceses asaltaron un búnker en poder del VRS, a costa de la vida de un francés, el soldado Jacky Humblot. El asalto fue apoyado por un fuego directo de 90 milímetros (3,5 pulgadas) de los vehículos blindados y fuego de ametralladora pesada. El VRS respondió con disparos de mortero y fuego de armas antiaéreas. El segundo soldado francés que murió en la batalla, el soldado Marcel Amaru, fue muerto por disparos de un francotirador mientras apoyaba el asalto desde el cementerio judío de Sarajevo. Diecisiete soldados franceses resultaron heridos en el enfrentamiento, mientras que cuatro soldados del VRS murieron, varios más resultaron heridos y cuatro fueron hechos prisioneros.
Los francotiradores de ARBiH (Ejército de la República de Bosnia y Herzegovina) se unieron a la lucha por iniciativa propia, disparando e hiriendo accidentalmente a un rehén francés. Al final del tiroteo de 32 minutos de duración, el VRS mantuvo el control del extremo sur del puente, mientras que los franceses ocupaban el extremo norte.El VRS obtuvo entonces una tregua para recuperar a sus muertos y heridos, bajo la amenaza de matar a los rehenes franceses. El soldado francés herido fue liberado inmediatamente y evacuado a un hospital de la ONU. El VRS finalmente se rindió y abandonó el extremo sur del puente. El segundo soldado francés retenido como rehén en el puente, un cabo, logró escapar. Los soldados del VRS capturados en la acción fueron tratados como prisioneros de guerra y detenidos en una instalación de la UNPROFOR.

## Consecuencias
Frente a la actual crisis de rehenes, Smith y otros altos mandos de la ONU comenzaron a cambiar de estrategia. La ONU comenzó a redesplegar sus fuerzas a lugares más defendibles, para que fueran más difíciles de atacar y más difíciles de tomar como rehenes.[El 16 de junio de 1995, se aprobó la Resolución 998 del Consejo de Seguridad de las Naciones Unidas, por la que se estableció una Fuerza de Reacción Rápida de las Naciones Unidas británica, francesa y holandesa (UN RRF) bajo la dirección de Smith. Autorizado a una fuerza de 12.500 soldados, el RRF de las Naciones Unidas era una formación fuertemente armada con reglas de combate más agresivas, diseñada para tomar medidas ofensivas si fuera necesario para evitar la toma de rehenes y hacer cumplir los acuerdos de paz.[Los restantes rehenes de la ONU capturados por todo el país fueron liberados dos días después,igual que los cuatro soldados del VRS capturados en el puente Vrbanja.
A medida que el RRF de las Naciones Unidas se desplegó en junio y julio, quedó claro que la ONU estaba avanzando hacia una postura de aplicación de la paz en lugar de una de mantenimiento de la paz. Los británicos enviaron artillería y una brigada móvil aérea que incluía helicópteros de ataque, y la fuerza no pintó sus vehículos de blanco ni usó cascos azules, como era habitual en las misiones de la ONU. El 1 de agosto, tras la caída de las Zonas Seguras de las Naciones Unidas (UNSA) de Srebrenica y Žepa ante el VRS, altos oficiales británicos, franceses y estadounidenses advirtieron al comandante del VRS, el general Ratko Mladić, que cualquier otro ataque contra las UNSA daría lugar a que la OTAN y la ONU utilizaran una fuerza "desproporcionada" y "abrumadora".
Según los principales oficiales franceses involucrados en la batalla, la acción en el puente de Vrbanja mostró al VRS que la actitud de la UNPROFOR había cambiado. Después de la batalla, se observó que las fuerzas del VRS tenían menos probabilidades de enfrentarse al personal francés de mantenimiento de la paz de la ONU desplegado en la ciudad. El teniente coronel Erik Roussel, un oficial de FREBAT4 que había participado en la operación, dijo más tarde que "desde el incidente, los serbios están extrañamente callados con nosotros"Las acciones de Chirac no fueron respaldadas por todo su gobierno, y el Jefe del Estado Mayor de la Defensa, el Almirante Jacques Lanxade, amenazó con dimitir. Lanxade fue apoyada por el primer ministro francés Alain Juppé y el ministro de Defensa Charles Millon, pero fueron anulados por Chirac.
El 30 de agosto, al comienzo de la Operación Fuerza Deliberada de la OTAN, con la campaña aérea y terrestre combinada contra el VRS, el RRF de las Naciones Unidas disparó 600 proyectiles de artillería contra posiciones de artillería del VRS alrededor de Sarajevo. El RRF de las Naciones Unidas desempeñó un papel importante para poner fin al asedio y obligar a los serbios de Bosnia a la mesa de negociaciones a finales de ese año.[El 20 de diciembre de 1995, la Fuerza de Implementación de la OTAN relevó a la UNPROFOR, tras la exitosa negociación de los acuerdos de paz del Acuerdo de Dayton.El 5 de abril de 1996 se dio a conocer un monumento a los soldados franceses muertos en acción, junto con una placa que conmemora a Dilberović y Sučić. Ese día, el puente fue renombrado en memoria de las dos mujeres. En 2017, Lecointre, hecho famoso por la carga de bayoneta en el puente y ahora General del Ejército, fue nombrado Jefe del Estado Mayor de Defensa francés.
La opinión pública positiva en Francia sobre el mantenimiento de la paz francés en la Guerra de Bosnia se mantuvo ligeramente por encima de la media para los países europeos durante toda la misión, y la mayoría de la población francesa está firmemente a favor de la intervención militar en todo momento. Esto finalmente fue igualado por la política francesa, que había comenzado desde una posición que desaprobaba el uso de la fuerza.